# Heartlands (album)
Heartlands è un album del cantante britannico David Knopfler, pubblicato nel 2019.

## Tracce
1. The midnight Shaker – 3:02
2. Easter rising – 3:26
3. Heartlands – 3:37
4. Washington decides – 4:36
5. I've got my Eye on You – 4:33
6. Siren Sunsets – 3:43
7. Walk by the River – 2:36
8. Working Lives – 3:37
9. Waiting for the Call – 3:25
10. This House – 3:49
11. Cats in the Rigging – 3:30
12. This is the Place – 5:34